# شاهزاده ایران: تاج گمشده
شاهزاده ایران: تاج گمشده (به انگلیسی: Prince of Persia: The Lost Crown) یک بازی ویدئویی به سبک اکشن-ماجراجویی و سکوبازی ۲٫۵ بعدی است که توسط یوبی‌سافت ساخته و منتشر شده‌است. این بازی در ژانویه ۲۰۲۴ و آپریل ۲۰۲۵ برای رایانه‌های شخصی ویندوز، پلی‌استیشن ۴، پلی‌استیشن ۵، نینتندو سوئیچ، ایکس‌باکس وان،آی او اس،ایکس‌باکس سری اکس/اس و اندروید منتشر شد. این اولین بازی جدید از سری شاهزاده ایران در ۱۳ سال گذشته‌است.
این بازی ویدیویی امکان انتخاب صدای فارسی برای تمام مراحل را دارد و بر پایه اسطوره‌شناسی و فرهنگ باستانی ایران طراحی شده‌است.همچنین این بازی در روز ۱۴ آپریل ۲۰۲۵ یا ۲۵ فروردین ۱۴۰۴ برای اندروید و آی او اس به طور رسمی منتشر شد.

## داستان بازی
مقدمه
بازی شاهزاده ایران: تاج گمشده (Prince of Persia: The Lost Crown) قهرمانی به نام "سارگون" را معرفی می‌کند، یک عضو جوان از طایفه‌ای جنگجو به نام "گارد جاویدان" (The Immortals). سارگون به شهر نفرین‌شده کوه قاف سفر می‌کند تا شاهزاده غسان را که توسط دشمن ربوده شده نجات دهد.
خلاصه داستان
پس از بیش از 30 سال خشکسالی و قحطی و همچنین تهاجم امپراتوری کوشان، امپراتوری پارس در آستانه سقوط قرار دارد. آخرین حمله امپراتوری کوشان به سرزمین‌های پارسی با کمک جاویدان‌ها دفع می‌شود و سارگون شخصاً فرمانده کوشانی "اووشیکا" را شکست داده و می‌کشد. سارگون و جاویدان‌ها به خاطر تلاش‌هایشان از سوی ملکه تومیریس و شاهزاده غسان مورد ستایش قرار می‌گیرند، اما در حین جشن پیروزی، شاهزاده غسان توسط معلم سارگون، ژنرال آناهیتا، ربوده می‌شود. سارگون و جاویدان‌ها برای تعقیب آناهیتا به کوه مقدس قاف می‌روند که در آن دژی قرار دارد که پیشتر مرکز بزرگی برای علم و دانش بوده اما توسط نفرینی ناشناخته ویران شده است. جاویدان‌ها شروع به شک می‌کنند که آناهیتا قصد دارد با استفاده از خون سلطنتی غسان به معبد سیمرغ دست یابد و از برکت پرنده الهی بهره‌برداری کند تا سلطنت تومیریس را براندازد.
جاویدان‌ها وارد دژ می‌شوند، اما به دلیل یک ناهنجاری زمانی گرفتار می‌شوند. آنها برای جستجوی آناهیتا از هم جدا می‌شوند و سارگون به سرعت با سربازان مرده و هیولاهای مختلف روبرو می‌شود، همچنین با انسان‌های دیگری که در دژ گیر افتاده‌اند و به او کمک می‌کنند، آشنا می‌شود. او همچنین شروع به یافتن و جمع‌آوری پرهای سیمرغ می‌کند که هرکدام به او توانایی‌های جادویی و بخشی از قدرت خدا را می‌دهند. سارگون موفق می‌شود به آناهیتا برسد و غسان را نجات دهد، اما رهبر جاویدان‌ها، "وهْرام"، وارد می‌شود و شاهزاده را می‌کشد و خود را به عنوان عامل اصلی برای سرنگونی تومیریس معرفی می‌کند. سارگون وقت می‌خرد تا آناهیتا فرار کند، اما توسط تسلط وهْرام بر جادوی زمان شکست خورده و از پرتگاه به پایین پرتاب می‌شود. سارگون توانایی زنده ماندن از سقوط را پیدا می‌کند و با مردی مرموز به نام "آلکارا" روبرو می‌شود که به او می‌گوید فرصتی برای بازگرداندن زمان و نجات غسان وجود دارد، اما این امر نیازمند معامله با خدای مار شرور "اژدها" است. اژدها به سارگون دستور می‌دهد که برکت چهار نگهبان آسمانی را به دست آورد. همچنین سارگون با آناهیتا روبرو می‌شود که ادعا می‌کند غسان را به دستور تومیریس ربوده است. در همین حال، وهْرام به بقیه جاویدان‌ها دروغ می‌گوید و ادعا می‌کند که سارگون غسان را کشته و بیشتر آنها را متقاعد می‌کند که از ادعای او برای تصاحب تخت سلطنت حمایت کنند. سارگون مجبور می‌شود برخی از هم‌رزمان سابق خود را که اکنون جاویدان شده‌اند، بکشد.
پس از بدست آوردن لطف نگهبانان آسمانی، سارگون به گذشته باز می‌گردد و تلاش وهْرام برای قتل غسان را ناکام می‌سازد، اما آناهیتا در حین محافظت از سارگون جان خود را از دست می‌دهد. سپس وهْرام اعتراف می‌کند که او نیز پرهای سیمرغ را جمع‌آوری کرده و تنها خود را شایسته داشتن آنها می‌داند و با سارگون وارد نبرد می‌شود. در حین نبرد، سارگون به گذشته وهْرام نگاه می‌کند و متوجه می‌شود که او در واقع پسر گمشده شاه داریوش است که توسط تومیریس کشته شده و او با تصاحب تخت سلطنت بدون برکت سیمرغ باعث افول 30 ساله ایران شده است. غسان به سارگون می‌گوید که احتمالاً وهْرام در تلاش است تا "قلب سیمرغ" را پیدا کند تا بتواند با آن ترکیب شده و تمام قدرت سیمرغ را به دست آورد.
سارگون به تعقیب وهْرام می‌رود، اما نمی‌تواند از ترکیب او با قلب سیمرغ و رسیدن او به مقام خدایی جلوگیری کند. سپس روح سیمرغ با سارگون تماس می‌گیرد و به او اطمینان می‌دهد که هنوز قدرت کافی برای شکست دادن وهْرام و نجات او از خود را دارد. سارگون دوباره با وهْرام مواجه می‌شود و پس از نبردی طولانی، سرانجام موفق می‌شود او را شکست دهد. وهْرام به اشتباه خود در تلاش برای تصاحب قدرت یک خدا پی می‌برد و جان خود را فدای بازگشت سیمرغ می‌کند. با بازگشت سیمرغ، سارگون و غسان به عنوان قهرمانان به پرسپولیس باز می‌گردند. با این حال، غسان پس از آگاهی از حقیقت درباره مادرش، از تخت سلطنت کناره‌گیری می‌کند و سارگون حقیقت قتل داریوش توسط تومیریس را به دربار سلطنتی اعلام می‌کند. زمانی که سارگون از پایتخت خارج می‌شود، بقیه جاویدان‌ها به او اطمینان می‌دهند که از نسخه جوان‌تر وهْرام که توسط ناهنجاری زمانی کوه قاف ایجاد شده و با آنها فرار کرده است، مراقبت خواهند کرد.

## توسعه بازی
بازی شاهزاده ایران: تاج گمشده توسط استودیوی یوبی‌سافت مون‌پلیه، همان استودیویی که سری بازی‌های "ریمن" را ساخته است، توسعه یافته است. این بازی از موتور بازی‌سازی یونیتی استفاده می‌کند. توسعه بازی حدود سه سال و نیم طول کشید. "گارث کوکر" و آهنگساز مستقر در ایران "منتریکس" به عنوان آهنگسازهای بازی فعالیت کرده‌اند. این بازی به شدت تحت تأثیر اساطیر ایرانی است و کارگردان بازی، "مُنیر رادی"، اضافه کرده که تیم سازنده می‌خواستند "چراغی به اساطیری که شاید باید بیشتر شناخته شود بیفکنند"، و همچنین نشان دهند که چگونه فرهنگ ایرانی بر دیگر اساطیر تأثیر گذاشته است، با معرفی هیولاهایی مانند "مانتیکور" که یکی از شخصیت‌های رئیس بازی است.
تاج گمشده یک داستان اصلی است که در دنیای شاهزاده پارسی روایت می‌شود. قدرت‌های زمانی که در سری Sands of Time معرفی شده‌اند، در تاج گمشده نیز حضور دارند، اما این بار توسط شخصیت منفی بازی به جای سارگون استفاده می‌شوند. تیم سازنده سارگون را به عنوان "یک جنگجوی جوان با استعداد" توصیف کرده است، جنگجویی که "آکروباتیک"، "سریع" و "چابک" است. با سارگون، تیم سازنده امیدوار بود که تصویر این فرانچایز را به‌روز کند. طبق گفته‌های کارگردان هنری، "ژان-کریستف آلِساندری"، تیم می‌خواستند برخی از "طراحی‌های بصری تازه" را برای فرانچایز معرفی کنند و از "فرهنگ مدرن، فرهنگ شهری و مد" به عنوان منابع الهام استفاده کردند.
تاج گمشده یکی از اولین بازی‌های ویدیویی است که به زبان فارسی (فارسی) دوبله شده است. "سپهر ترابی"، که پنج شخصیت مختلف را در نسخه فارسی صداگذاری کرده است، گفته که صداگذاری بدون اینکه بدانند محصول نهایی چه خواهد بود انجام شده است. عنوانی که آژانس صداگذاری به او داده بود "شاهزاده ایرانی" بود. ترابی حدس می‌زد که در یک بازی ویدیویی از سری شاهزاده پارسی حضور خواهد داشت و این حدس او پس از آخرین جلسات ضبط تأیید شد.
یوبی‌سافت در اکتبر 2024 گزارش‌ها را تأیید کرد که دنباله‌ای که برای بازی در نظر گرفته شده بود، رد شده است و تیم پشت تاج گمشده منحل شده است، به طوری که توسعه‌دهندگان به دیگر بخش‌ها منتقل شدند تا از بازی‌های دیگر پشتیبانی کنند.